# Spinocalanus paraoligospinosus
Spinocalanus paraoligospinosus is een eenoogkreeftjessoort uit de familie van de Spinocalanidae. De wetenschappelijke naam van de soort is voor het eerst geldig gepubliceerd in 1971 door Hure & Scotto di Carlo.